# كأس السوبر الهولندي
كأس السوبر الهولندي أو درع يوهان كرويف (بالهولندية: Johan Cruijff Schaal) هي بطولة مصغرة تقام بين بطل الدوري الهولندي الممتاز وبطل كأس هولندا كافتتاحية للموسم الجديد.

## تاريخ وإحصائيات
أقيمت البطولة أول مرة عام 1991 وفاز بها فريق فينورد روتردام، وأكثر الفرق مشاركة في البطولة هو آيندهوفن بـ18 مرة، وأكثر الفرق فوزا بها هو بي إس في آيندهوفن بـ11 مرات، وآخر الفرق فوزا بها هو أياكس أمستردام، والجدول التالي يبين عدد مرات فوز كل فريق وسنة التتويج:
| النادي            | عدد مرات التتويج | سنوات التتويج                                                    |
| ----------------- | ---------------- | ---------------------------------------------------------------- |
| بي إس في إيندهوفن | 11               | 1992، 1996، 1997، 1998، 2000، 2001، 2003، 2008، 2012، 2015، 2016 |
| أياكس أمستردام    | 9                | 1993، 1994، 1995، 2002، 2005، 2006، 2007، 2013، 2019             |
| فينورد روتردام    | 4                | 1991، 1999، 2017، 2018                                           |
| تفينتي أنشخيدة    | 2                | 2010، 2011                                                       |
| نادي أوتريخت      | 1                | 2004                                                             |
| إي زد ألكمار      | 1                | 2009                                                             |
| بي إي سي زفوله    | 1                | 2014                                                             |
| نادي سخيدام       | 1                | 1949                                                             |